# Talegalla cuvieri
O peru-do-mato-de-barriga-vermelha (Talegalla cuvieri) é um megapodiídeo endêmico da Indonésia, encontrado nas ilhas de Nova Guiné (região da península de Vogelkop e leste das Montanhas da Neve) e Misool.